# IC 274
IC 274 је ознака објекта на координатама са ректансцензијом 3h 0m 6,0s и деклинацијом + 44° 13" 0'. Открио га је Луис Свифт, 31. октобра 1888. Каснијим посматрањима на том положају није уочен никакав астрономски објекат.